# Uso problemático de smartphone
Uso problemático de smartphone é a dependência psicológica ou comportamental de celulares. Está intimamente relacionado a outras formas de uso excessivo de mídias digitais, como o vício em redes sociais ou o transtorno da dependência da internet.
Popularmente conhecido como "adicção a smartphones", o termo "uso problemático de smartphone" foi proposto por pesquisadores para descrever comportamentos semelhantes que se apresentam sem evidência de dependência.
O uso problemático pode incluir a preocupação excessiva com a comunicação móvel, o gasto exagerado de dinheiro ou tempo com telefones celulares e o uso destes em situações social ou fisicamente inadequadas, como dirigir um automóvel. O aumento desse uso também pode acarretar efeitos adversos nas relações interpessoais, deterioração da saúde mental ou física e intensificação da ansiedade quando o usuário se vê separado do telefone ou sem sinal adequado. Indivíduos entre 3 e 11 anos apresentam o maior risco para o uso problemático de smartphone; a média é de 9 a 12 horas diárias.

## História e terminologia
As formas de dependência de tecnologia vêm sendo consideradas diagnósticos desde meados da década de 1990. Na pesquisa atual sobre as consequências adversas do uso excessivo de tecnologia, o "uso excessivo de telefone celular" foi proposto como um subconjunto das formas de "vício digital" ou "dependência digital", refletindo a crescente tendência de comportamentos compulsivos entre os usuários de dispositivos tecnológicos. Pesquisadores denominaram esses comportamentos como "adicção a smartphones" e "uso problemático de smartphone", além de se referirem ao uso de dispositivos móveis não inteligentes (telefones celulares).
O uso excessivo de dispositivos tecnológicos pode afetar o desenvolvimento, as relações sociais, a saúde mental e física, resultando em sintomas semelhantes aos das dependências comportamentais; contudo, o Manual Diagnóstico e Estatístico de Transtornos Mentais ainda não codificou formalmente o uso problemático de smartphone como diagnóstico. Recomendações amplamente aceitas para o tratamento desses comportamentos ainda não existem, em parte devido à falta de evidências consolidadas ou consenso entre especialistas, às ênfases divergentes dos manuais de classificação e às dificuldades em utilizar modelos animais para análise.
Embora estudos publicados tenham demonstrado associações entre uso de mídias digitais e saúde mental e sintomas ou diagnósticos, a causalidade ainda não foi estabelecida, havendo nuances e ressalvas dos pesquisadores frequentemente mal interpretadas pelo público ou deturpadas pela mídia. Uma revisão sistemática de revisões publicada em 2019 concluiu que as evidências — embora de qualidade geralmente baixa a moderada — indicam uma associação entre o tempo de tela e a piora da saúde psicológica, incluindo sintomas como desatenção, hiperatividade, baixa autoestima e problemas comportamentais na infância e adolescência. Diversos estudos demonstraram que as mulheres tendem a usar excessivamente as redes sociais, enquanto os homens têm maior propensão ao uso excessivo de videogames. Isso levou especialistas a sugerir que o uso excessivo de mídias digitais pode não ser um fenômeno unificado, havendo propostas de delimitar os transtornos com base na atividade online individual.
Devido à falta de reconhecimento e consenso sobre os conceitos, os diagnósticos e tratamentos ainda são difíceis de padronizar ou recomendar.

## Prevalência
As estimativas de prevalência do uso excessivo de tecnologia variam consideravelmente, com diferenças marcantes entre as nações e tendem a aumentar com o tempo.
A prevalência do uso excessivo de telefone celular depende amplamente das definições e das escalas utilizadas para quantificar os comportamentos. Duas escalas principais são empregadas tanto em populações adultas quanto adolescentes: a escala autodeclarada de 20 itens de Uso Problemático de Telefones Celulares (PUMP), e a Escala de Problemas de Uso de Telefone Celular (MPPUS). Há variações na idade, no gênero e na porcentagem da população afetada de forma problemática, de acordo com as escalas e definições utilizadas. A prevalência entre adolescentes britânicos de 11 a 14 anos foi de 10%. Na Índia, a dependência é apontada entre 39–44% para esse grupo etário. Sob diferentes critérios diagnósticos, a prevalência estimada varia de 0 a 38%, sendo que a autoatribuição de dependência de telefone celular supera a prevalência encontrada nos próprios estudos. A prevalência do problema relacionado à Transtorno da dependência da internet foi de 4,9–10,7% na Coreia, sendo atualmente considerada uma questão séria de saúde pública. Uma pesquisa realizada na Coreia constatou que esses adolescentes têm o dobro de probabilidade de admitir que são "viciados em telefone celular" em comparação aos adultos. Além disso, eles acreditam que a comunicação via smartphone se tornou parte importante de suas vidas e uma forma crucial de manter relações sociais. Outras escalas utilizadas para mensurar a dependência de smartphone são a Escala Coreana para Dependência da Internet em Adolescentes (K-scale), a Escala de Dependência de Smartphone (SAS-SV) e a Escala de Propensão à Dependência de Smartphone (SAPS). Esses testes implícitos foram validados em um estudo de 2018 como meios de mensurar a dependência de smartphone e internet em crianças e adolescentes.
Os comportamentos associados à dependência de telefone celular diferem entre os gêneros. Pessoas mais velhas têm menor probabilidade de desenvolver comportamentos aditivos relacionados ao uso do telefone celular, devido a diferentes padrões de uso social, níveis de estresse e maior autorregulação. Um estudo de 2019 do órgão regulador britânico de mídia, a Ofcom, mostrou que 50% das crianças de 10 anos no Reino Unido possuíam um smartphone.

## Efeitos

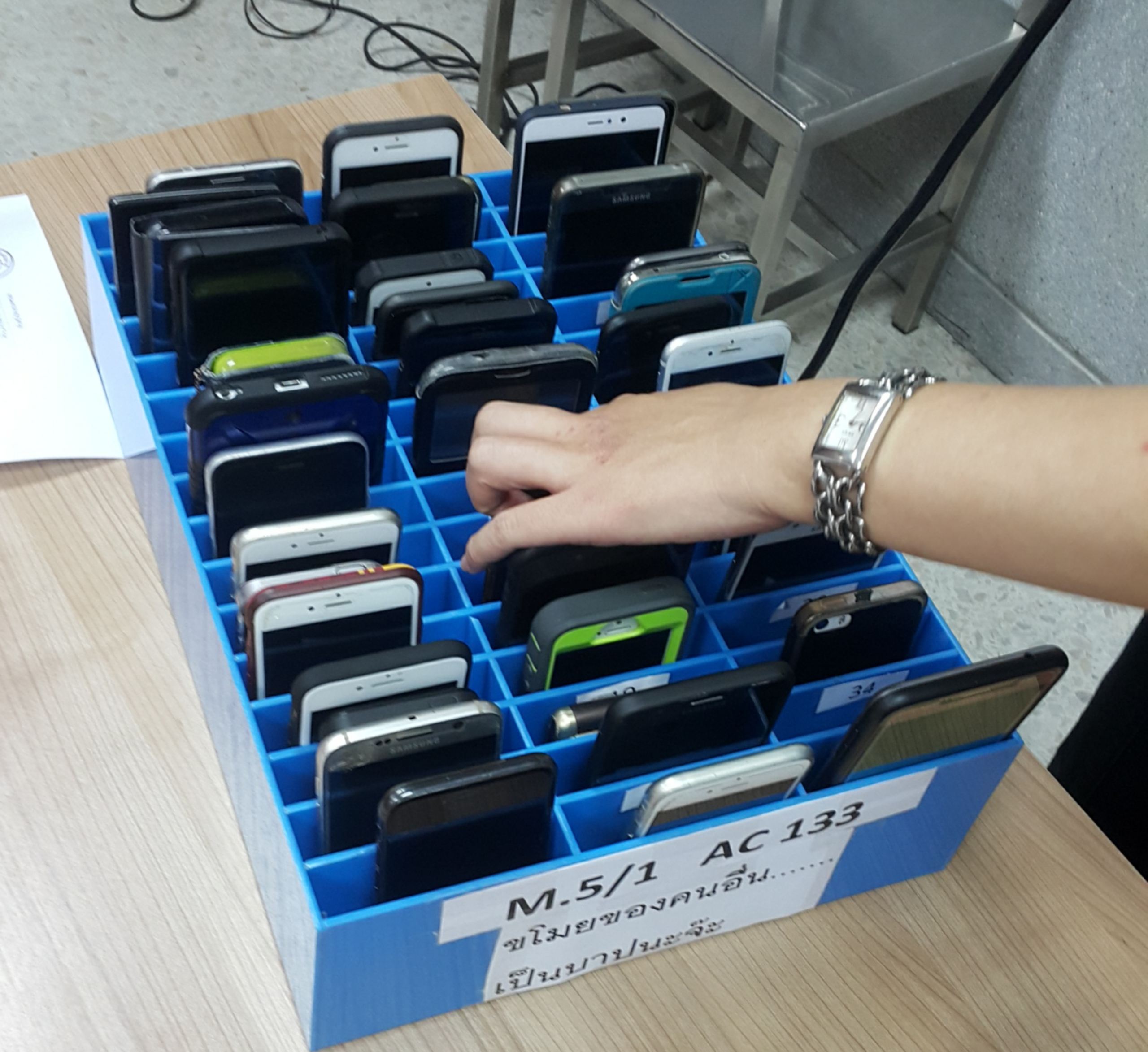
Em algumas escolas, uma jaula para celulares é utilizada para impedir que os alunos usem smartphones durante as aulas.

### Social
Algumas pessoas têm utilizado a comunicação online para substituir as conversas presenciais. A psicóloga clínica Lisa Merlo afirma: "Alguns pacientes fingem falar ao telefone ou mexer em aplicativos para evitar o contato visual ou outras interações em uma festa." Além disso, um estudo de 2011 revelou que:
- 70% verificam seus telefones pela manhã, dentro de uma hora após acordar;
- 56% verificam seus telefones antes de dormir;
- 48% verificam seus telefones durante o final de semana;
- 51% checam constantemente seus telefones durante as férias; e
- 44% relataram que se sentiriam muito ansiosos e irritados se não interagissem com seus telefones dentro de uma semana.[29]

Essa mudança do modo de comunicação presencial para o baseado em texto também foi observada pela psicóloga americana Sherry Turkle. Seu trabalho destaca a conectividade como um importante gatilho para a mudança de comportamento social na comunicação; Portanto, essa adaptação na forma de comunicar não se deve apenas ao aparelho. Turkle também argumenta que as pessoas hoje se encontram em um estado de "copresença contínua", onde a comunicação digital permite a ocorrência de duas ou mais realidades no mesmo lugar e tempo. Subsequentemente, elas vivem também em um "mundo de atenção parcial contínua", isto é, prestando atenção simultânea a diversas fontes de informação de forma superficial. Bombardeadas por uma abundância de e-mails, mensagens de texto e outras notificações, as pessoas não apenas perdem suas características humanas ou individualidade, mas passam a tratá-las cada vez mais como unidades digitais. Esse fenômeno é frequentemente referido como Despersonalização.
De acordo com Elliot Berkman, professor de psicologia na Universidade de Oregon, o hábito constante de verificar os telefones é causado pelo aprendizado por recompensa e pelo Medo de ficar de fora (FOMO). Berkman explica que "os hábitos são produto do aprendizado por reforço, um dos sistemas mais antigos e confiáveis do nosso cérebro", e, portanto, as pessoas tendem a desenvolver hábitos de realizar comportamentos que lhes trouxeram recompensa no passado. Para muitos, o uso do telefone celular é prazeroso, em virtude das sensações positivas reforçadas ao receber e responder a uma notificação. Berkman ressalta ainda que as pessoas costumam verificar seus smartphones para aliviar a pressão social que sentem de nunca perder eventos empolgantes. Como ele afirma, "os smartphones podem ser uma fuga do tédio porque são uma janela para muitos mundos além daquele que está bem à nossa frente, ajudando-nos a nos sentir incluídos e parte da sociedade." Quando os usuários não verificam seus telefones, não conseguem satisfazer esse "hábito de checar" ou reprimir o medo de ficar de fora, levando à ansiedade e irritabilidade.
Outras implicações do uso de telefones celulares nos sintomas de saúde mental foram observadas por Thomée et al. na Suécia. O estudo encontrou uma relação entre os relatos de saúde mental e o estresse percebido devido à acessibilidade dos participantes – isto é, a possibilidade de serem interrompidos a qualquer hora do dia ou da noite.
Críticos dos smartphones têm levantado preocupações sobre seus efeitos nos jovens, especialmente no que diz respeito ao isolamento e aos impactos no desenvolvimento social e emocional. A presença dos smartphones no cotidiano pode afetar as interações sociais entre adolescentes. Evidências atuais demonstram que os smartphones não apenas reduzem as interações presenciais entre os jovens, como também os tornam menos propensos a conversar com adultos. Em um estudo conduzido pela Dra. Lelia Green, da Edith Cowan University, os pesquisadores constataram que "o crescente uso de tecnologias móveis implica uma progressiva colonização digital na vida das crianças, remodelando as interações dos jovens adultos." As interações presenciais diminuíram devido ao aumento das interações via redes sociais, compartilhamento de vídeos por dispositivos móveis e mensagens instantâneas digitais. Os críticos acreditam que a principal preocupação dessa mudança é que os jovens estão se privando de interações sociais construtivas e de práticas emocionais.
Outros estudos apontam aspectos sociais positivos no uso de smartphones. Uma pesquisa sobre se a presença do smartphone altera as respostas ao Estresse social envolveu 148 jovens, com idades em torno de 20 anos. Ao serem expostos a um estressor de exclusão social e com a medição dos níveis do hormônio do estresse alpha-amilase (sAA), os resultados demonstraram níveis mais elevados de sAA e de Cortisol no grupo sem acesso ao telefone, sugerindo que a presença de um smartphone, mesmo sem uso ativo, pode diminuir os efeitos negativos da Exclusão social.

### Higiene
Pesquisas da London School of Hygiene and Tropical Medicine na Queen Mary, em 2011, indicaram que um em cada seis telefones celulares está contaminado com matéria fecal. Alguns dos aparelhos contaminados também abrigavam cepas patogênicas de bactérias, como E. coli, que podem causar febre, vômitos e diarreia.
Outras pesquisas constataram um alto risco de transmissão dessas bactérias por profissionais de saúde que carregam seus celulares durante o expediente, pois os aparelhos atuam como reservatórios nos quais as bactérias podem se proliferar.

### Saúde
A Agência Internacional de Pesquisa sobre o Câncer declarou em 2011 que a radiação de radiofrequência (RF) é um possível carcinógeno para o ser humano, com base em evidências limitadas de aumento no risco de desenvolver tumores de glioma.
Em 2018, o Programa Nacional de Toxicologia dos EUA (NTP) publicou os resultados de seu estudo de dez anos e US$ 30 milhões sobre os efeitos da radiação de radiofrequência em roedores de laboratório, o qual encontrou “evidências claras” de tumores malignos no coração (schwannomas) e “algumas evidências” de gliomas malignos e tumores adrenais em ratos machos.
Em 2019, os cientistas do NTP publicaram um artigo afirmando que os pesquisadores de RF encontraram evidências de danos “significativos” no DNA do córtex frontal e do hipocampo dos cérebros de ratos machos, bem como nas células sanguíneas de camundongas.
Em 2018, o estudo do Instituto de Pesquisa do Câncer Ramazzini sobre a radiação de telefones celulares e o câncer publicou seus resultados e concluiu que “os achados do RI sobre a exposição em campo distante à RFR são consistentes com e reforçam os resultados do estudo do NTP sobre a exposição em campo próximo, uma vez que ambos relataram um aumento na incidência de tumores cerebrais e cardíacos em ratos Sprague-Dawley expostos à RFR. Esses tumores são do mesmo histotipo dos observados em alguns estudos epidemiológicos sobre usuários de telefones celulares. Esses estudos experimentais fornecem evidências suficientes para solicitar a reavaliação das conclusões da IARC quanto ao potencial carcinogênico da RFR em humanos.”
Pesquisas demonstraram que a diminuição na quantidade e qualidade do sono também pode ser atribuída à inibição da secreção de melatonina.
Em 2014, 58% dos países da Organização Mundial da Saúde aconselharam a população em geral a reduzir a exposição à radiofrequência abaixo das diretrizes de aquecimento. Os conselhos mais comuns foram: utilizar dispositivos viva-voz (69%), reduzir o tempo de chamadas (44%), usar mensagens de texto (36%), evitar chamadas com sinal fraco (24%) ou utilizar telefones com baixa Taxa de absorção específica (SAR) (22%).
Em 2015, Taiwan proibiu o uso de telefones celulares ou de dispositivos eletrônicos similares para crianças com menos de dois anos, e a França proibiu o Wi‑Fi nas creches.
À medida que a adoção aumenta, os problemas comportamentais de saúde e os padrões de uso problemáticos se tornam mais evidentes. Os telefones celulares continuam a se tornar mais multifuncionais e sofisticados, o que agrava o problema.
Em 2014, a BBC noticiou preocupações de óticos quanto à luz azul-violeta emitida pelas telas dos telefones celulares, afirmando que ela pode ser potencialmente prejudicial aos olhos e, a longo prazo, possivelmente aumentar o risco de Degeneração macular.
A posição da American Macular Degeneration Foundation é de que as evidências para esse risco, considerando a intensidade relativamente baixa emitida pelas telas dos dispositivos, são inconclusivas, no melhor dos casos.

### Psicológico
Há preocupações de que alguns usuários de telefones celulares acumulem dívidas consideráveis e que esses aparelhos estejam sendo usados para violar a privacidade e assediar outras pessoas.
Em particular, há evidências crescentes de que os telefones celulares estão sendo usados como ferramenta por crianças para praticar bullying contra outras crianças.
Há uma grande quantidade de pesquisas sobre o uso de telefones celulares e sua influência positiva e negativa sobre a mente humana, saúde mental e comunicação social. Usuários de telefones celulares podem enfrentar estresse, distúrbios do sono e sintomas de depressão, especialmente os jovens adultos.
O uso contínuo do telefone pode desencadear uma reação em cadeia, afetando um aspecto da vida do usuário e se expandindo para outros. Frequentemente, inicia-se com distúrbios sociais, que podem levar à depressão e ao estresse, e, por fim, afetar hábitos de vida como sono e alimentação.
Pesquisas demonstraram uma correlação entre o uso excessivo de telefones celulares e a depressão. Após o surgimento dos smartphones, a professora de psicologia americana Jean M. Twenge constatou um aumento dos sintomas depressivos e até mesmo de suicídios entre adolescentes em 2010.
Usuários assíduos de smartphones entre adolescentes passam tanto tempo nesses dispositivos que deixam de ter interações pessoais, as quais são consideradas essenciais para a saúde mental: “Quanto mais tempo os adolescentes passam olhando para as telas, maior a probabilidade de relatarem sintomas de depressão.”
Twenge também observa que três em cada quatro adolescentes americanos possuíam um iPhone, e, com isso, as taxas de depressão e suicídio entre adolescentes dispararam desde 2011, após o lançamento do iPhone em 2007 e do iPad em 2010.
Para agravar, os adolescentes agora passam a maior parte do seu tempo de lazer em seus telefones; alunos do oitavo ano que passam 10 ou mais horas por semana nas redes sociais têm 56% mais probabilidade de serem infelizes do que aqueles que dedicam menos tempo às redes sociais.
A psicóloga Nancy Colier argumentou que as pessoas perderam de vista o que é verdadeiramente importante na vida, afirmando que elas se tornaram “desconectadas do que realmente importa, do que nos faz sentir nutridos e ancorados enquanto seres humanos.”
O vício em tecnologia tem prejudicado o desenvolvimento neurológico e de relacionamentos, pois a tecnologia móvel está sendo introduzida às pessoas em uma idade muito jovem. Colier afirma: “Sem espaços abertos e momentos de descanso, o sistema nervoso nunca desliga—está em constante modo de luta ou fuga. Estamos conectados e cansados o tempo todo. Até os computadores reinicializam, mas nós não o fazemos.”
A quantidade de tempo passada em frente às telas parece ter uma correlação com os níveis de felicidade. Um estudo nacionalmente representativo com estudantes do 12º ano nos EUA, financiado pelo Instituto Nacional sobre Abuso de Drogas e intitulado Monitoring the Future Survey, constatou que “adolescentes que passam mais tempo do que a média em atividades com telas são mais propensos a serem infelizes, e aqueles que passam mais tempo do que a média em atividades sem telas são mais propensos a serem felizes.”
Embora seja fácil observar uma correlação entre o uso excessivo de telefones celulares e os sintomas de depressão, ansiedade e isolamento, é muito mais difícil provar a causalidade, ou seja, que os próprios telefones celulares causam esses problemas. Existem muitos outros fatores sobrepostos que também aumentam a depressão nas pessoas. Segundo o psicólogo Peter Etchells, embora pais e outras figuras compartilhem dessas preocupações, duas outras possíveis explicações são que adolescentes deprimidos podem usar dispositivos móveis com mais frequência ou que os adolescentes podem ser mais abertos a discutir ou admitir a depressão do que outros grupos etários.
Uma pesquisa realizada por um grupo de óticos independentes revelou que 43% das pessoas com menos de 25 anos experimentaram ansiedade ou até irritação quando não conseguiam acessar seus telefones sempre que desejavam.
A dependência de smartphones também está associada ao aumento do número de sinais fantasma do telefone, como na Síndrome da vibração fantasma.

### Neurológico
Há muita especulação sobre o impacto que o uso problemático de dispositivos móveis pode ter no desenvolvimento cognitivo e de que forma tais hábitos podem estar “reconfigurando” os cérebros daqueles que estão altamente engajados com seus aparelhos. Pesquisas demonstraram que as áreas de recompensa dos cérebros de quem utiliza os telefones com mais frequência exibem uma conectividade estrutural diferente daquela observada em indivíduos que os usam menos.

### Direção Distraída

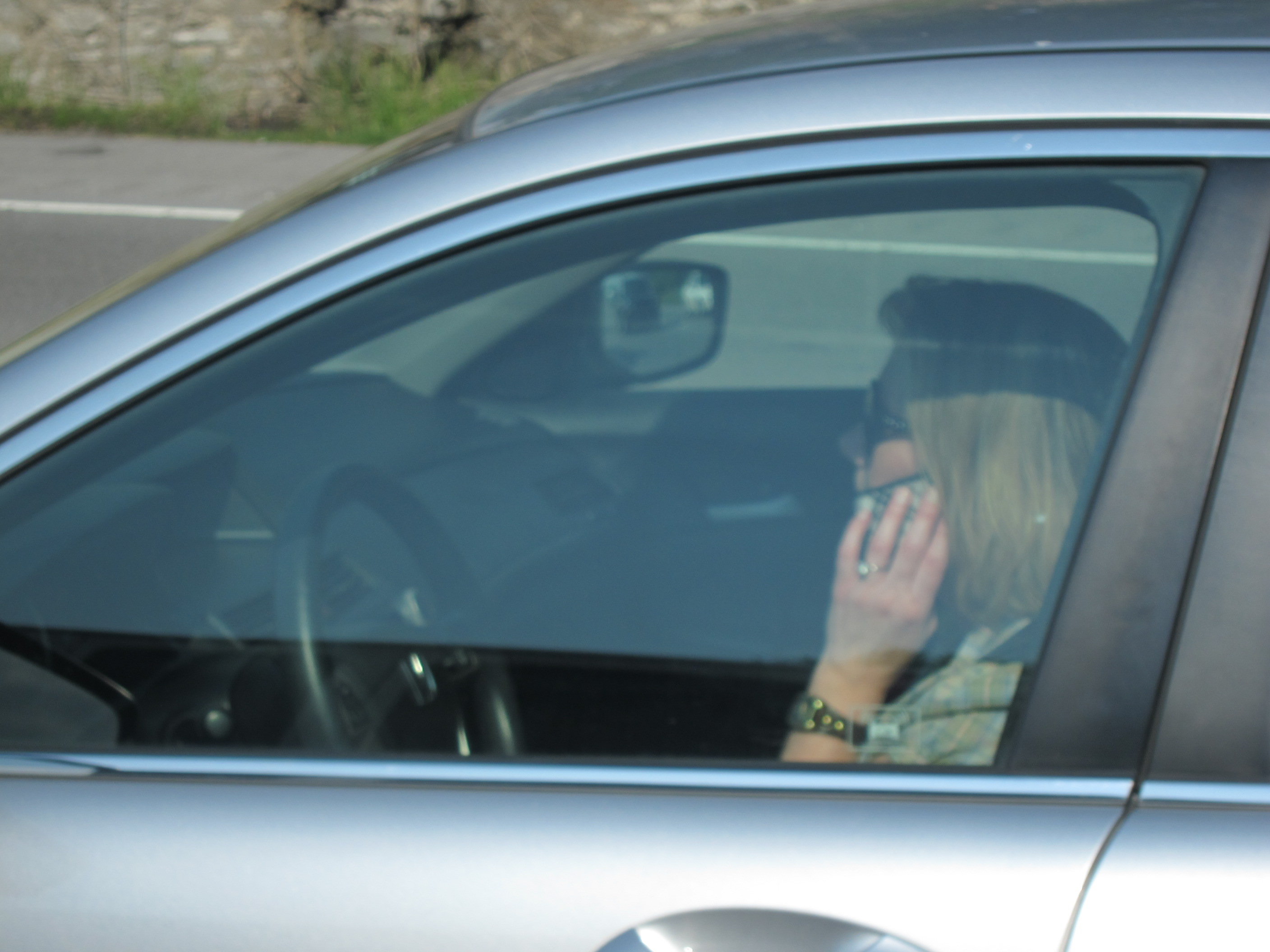
Um motorista conversando ao telefone

Estatísticas dos EUA mostram que mais de 8 pessoas são mortas e 1.161 feridas diariamente devido à direção distraída.
Em qualquer momento durante o dia, aproximadamente 660.000 motoristas nos EUA utilizam telefones celulares ou dispositivos eletrônicos enquanto dirigem.
Um número significativo de lesões e acidentes decorrentes da direção distraída pode ser atribuído, pelo menos parcialmente, ao uso de telefones celulares, e muitos acidentes relacionados a esses aparelhos não são reportados devido à relutância dos motoristas em admitir o uso do telefone enquanto dirigem.
De acordo com a Administração Nacional de Segurança no Trânsito, motoristas entre 16 e 24 anos foram os mais distraídos, com as mulheres apresentando maior risco de morrer em um acidente. Cerca de 20.000 fatalidades de veículos automotores entre 2012 e 2017 estiveram relacionadas à direção distraída.
Atualmente, não há uma proibição federal nos EUA quanto ao envio de mensagens de texto enquanto se dirige, mas vários estados, assim como Washington D.C., Porto Rico e as Ilhas Virgens dos EUA, aprovaram leis que proíbem o uso de dispositivos portáteis durante a condução.
Novos motoristas em 38 estados e em DC não têm permissão para usar telefones celulares ao volante.
No Reino Unido, qualquer uso de telefone enquanto se está no controle de um veículo (incluindo instruir ou acompanhar um condutor aprendiz) sem um sistema viva-voz acarreta uma multa mínima de £200 e penalidades na carteira de habilitação, mesmo quando o veículo está estacionado.
Um texto pode tirar os olhos da estrada por uma média de cinco segundos. Embora breve, a 55 milhas por hora (89 km/h) um veículo percorre 400 pés (120 m) ou pouco mais do que o Campo de futebol em tal intervalo.
Um estudo nacional de 2021, conduzido pelo Departamento de Transportes dos Estados Unidos, constatou que aproximadamente 3% dos motoristas estavam falando ao telefone quando parados em um cruzamento, estimando que, a qualquer momento, cerca de 5% dos condutores estão utilizando o telefone.
O Instituto de Seguros para a Segurança Rodoviária (IIHS) também relatou que usuários de telefones celulares tendem a frear de forma mais brusca, dirigir mais rápido e trocar de faixa com maior frequência, predispondo-os a colisões e quase-colisões; eles têm de 2 a 6 vezes mais chances de se envolver em acidentes.
Pesquisas indicam que o uso de telefones celulares afeta negativamente o desempenho do motorista, atrasando o tempo de reação, aumentando desvios de faixa e diminuindo o tempo dedicado à observação da via. Além disso, pode aumentar a “cegueira por desatenção”, na qual os motoristas veem, mas não registram o que está à sua frente.
Os motoristas adolescentes estão especialmente em risco; distrações como música, jogos, GPS e redes sociais podem ser potencialmente letais quando combinadas com a inexperiência. Os perigos de dirigir enquanto se realiza multitarefa continuam a aumentar à medida que mais tecnologias são integradas aos automóveis. Adolescentes que enviam mensagens com maior frequência têm menos probabilidade de usar o cinto de segurança e mais propensão a dirigir sob efeito de álcool ou a viajar com um motorista embriagado. O uso de telefones celulares pode afetar a capacidade dos jovens motoristas de controlar o veículo, prestar atenção à via e responder prontamente aos eventos de trânsito.

## Ferramentas para prevenir ou tratar o uso excessivo de telefones celulares
As seguintes ferramentas ou intervenções podem ser utilizadas para prevenir ou tratar o uso excessivo de telefones celulares.

### Comportamental
Vários estudos identificaram relações entre problemas psicológicos ou de saúde mental e o vício em smartphones.
Alguns estudos demonstram que grupos de apoio e abordagens psicoterapêuticas – como a Terapia cognitivo-comportamental, a Entrevista motivacional e a Terapia familiar – conseguem tratar com sucesso o vício na internet e podem ser úteis para o uso excessivo de telefones celulares.
A abstinência completa do uso de telefones celulares ou a restrição de determinados aplicativos também pode auxiliar no tratamento do uso excessivo.
Outras intervenções comportamentais incluem a prática do oposto (por exemplo, interromper a rotina normal do usuário e forçá-lo a se adaptar a um novo padrão de uso), o estabelecimento de metas, o uso de cartões de lembrete e a listagem de atividades alternativas (como exercícios, música, arte e leitura).
Em 2019, a Organização Mundial da Saúde emitiu recomendações sobre estilo de vida ativo, sono e tempo de tela para crianças de até cinco anos. Essas recomendações incluem limitar o tempo diário de tela a uma hora e evitar qualquer exposição antes dos dois anos. Também recomendam três horas diárias de atividade física a partir de um ano, 14–17 horas de sono para bebês e 10–13 horas para crianças a partir dos três anos.

### Configurações do telefone
Muitos ativistas contra o vício em smartphones (como Tristan Harris) recomendam configurar a tela do aparelho para o modo em escala de cinza, o que ajuda a reduzir o tempo gasto no dispositivo ao torná-lo visualmente menos atraente.
Outras alterações nas configurações para reduzir o uso incluem ativar o modo avião, desativar os dados celulares e/ou o Wi‑Fi, desligar o aparelho, remover aplicativos específicos e realizar uma restauração de fábrica.

### Aplicativos para telefone
O psicoterapeuta alemão e especialista em vício online Bert te Wildt recomenda o uso de aplicativos como Offtime e Menthal para ajudar a prevenir o uso excessivo de telefones celulares.
A Apple foi a primeira a incluir no iOS 12 uma função denominada “Tempo de Uso”, que permite aos usuários verificar quanto tempo passaram no aparelho. No Android, uma funcionalidade semelhante, denominada “bem-estar digital”, foi implementada para monitorar o uso do celular.
Esses recursos atuam aumentando a conscientização do usuário por meio de notificações de resumo de uso ou alertando-o quando os limites de tempo definidos são ultrapassados.

### Baseado em pesquisa
Estudar e desenvolver intervenções para a não utilização temporária de telefones celulares é uma área crescente de pesquisa, a qual tem orientado o design de aplicativos para gerenciar o uso excessivo. Em um estudo de 2016, os pesquisadores geraram 100 ideias de design distintas para a não utilização de telefones celulares, cada uma pertencente a diversas categorias.
Os usuários consideraram mais úteis as intervenções baseadas em três das oito categorias: informação (oferecendo dados de forma neutra sobre o comportamento de uso), atenção plena (incentivando os usuários a refletirem sobre suas escolhas antes, durante ou depois de executá-las) e limites (determinados comportamentos são restritos a um tempo ou contexto específicos, ou limitados dentro de parâmetros definidos). Os pesquisadores implementaram um aplicativo Android denominado “MyTime”, que combinava esses três tipos de intervenção, e constataram que os usuários reduziram em 21% o tempo gasto em aplicativos problemáticos, enquanto o uso de aplicativos considerados proveitosos permaneceu inalterado.
Outros aplicativos resultantes desses esforços de pesquisa incluem o AppDetox, que permite aos usuários definir regras para limitar o uso de aplicativos específicos, e o PreventDark, que detecta e previne o uso excessivo problemático no escuro.
e o PreventDark, que detecta e previne o uso excessivo problemático no escuro.
O uso de vibrações, em vez de notificações, para limitar o uso de aplicativos também se mostrou eficaz.
Outros pesquisadores constataram que intervenções baseadas em grupos – onde os usuários compartilham seus comportamentos de limitação com outros – se mostram eficazes.
A educação em mídia móvel (especialmente o ensino de habilidades de gerenciamento de tempo e atenção) também pode reduzir o uso problemático de smartphones e aumentar o bem-estar entre estudantes do ensino médio.

### Proibições do uso de telefones celulares
Ver também
Em partes do mundo, os telefones celulares são proibidos em ambientes escolares. Na França e em Ontário, Canadá, o uso de telefones celulares é vedado durante o período de instrução, com o intuito de melhorar o desempenho dos alunos.
Em 2021, a China proibiu o uso de telefones celulares nas escolas, a menos que os estudantes obtenham consentimento escrito dos pais.

## Sintomas psicológicos do uso do telefone
O uso persistente e excessivo de smartphones pode resultar em sintomas que se agrupam em três grandes categorias: depressão, Isolamento social e baixa autoestima ou ansiedade.

### Depressão
Depressão é uma doença mental que influencia negativamente as emoções, a imaginação e a autorregulação. Os sintomas depressivos podem representar sérios problemas psicológicos em adolescentes; a relação entre esses sintomas e o vício em telefones celulares é de suma importância, pois pode levar ao abuso de substâncias, insucesso escolar e até ao suicídio.

### Isolamento
Isolamento social é a ausência de interação entre os indivíduos e a sociedade. A comunicação realizada, em grande parte ou exclusivamente, online reduz as interações presenciais e pode prejudicar o desenvolvimento social normal e os relacionamentos interpessoais. Isso, por sua vez, pode afetar o suporte social, aumentar outros comportamentos compulsivos e agravar a saúde psicológica.

### Baixa autoestima e ansiedade
Baixa autoestima, ou seja, a falta de autoconfiança e uma imagem negativa de si mesmo, pode resultar do uso excessivo de smartphones, estando relacionada à ansiedade causada pelo medo de ficar de fora.
O uso problemático de smartphones também pode afetar fatores latentes de competência e qualidade de vida positiva, especialmente o modo de uso “inconsciente” – isto é, o uso concomitante com outras atividades ou realizado durante a noite.
Estudos com adolescentes mostraram consistentemente que há relações significativas entre alta extroversão, elevada ansiedade, baixa autoestima e o uso de telefones celulares. Quanto mais forte for o vício em telefones, maior a probabilidade de o jovem ter um tempo elevado em chamadas, receber ligações excessivas e mensagens de texto em demasia.
Pessoas que sofrem de ansiedade tendem a perceber eventos cotidianos como pressões excessivas, e as tentativas de reduzir esse estresse podem desencadear comportamentos viciantes. Além disso, as mulheres têm maior propensão a depender dos telefones celulares para manter suas relações sociais.

### Narcisismo
Outro sintoma do vício em telefones celulares é o acúmulo de traços narcisistas. Pesquisas demonstraram que a personalidade exerce influência no uso viciante do telefone. O transtorno de personalidade narcisista frequentemente se desenvolve pelo uso excessivo das redes sociais, e os indivíduos podem manifestar traços como elevada autoimportância, fantasias de sucesso ilimitado, sensação de ser especial e único, falta de empatia, inveja e arrogância. Entretanto, alguns estudos sugerem que certos desses traços podem ser vistos como saudáveis, pois servem como válvula de escape para a autoestima e autoconfiança.